# Нижний палеолит на территории России
Ни́жний палеоли́т на террито́рии Росси́и — древнейшие свидетельства присутствия человека на территории современной Российской Федерации. Условно датируется временем от около 2 млн до около 35 тыс. лет назад. Нижний палеолит — самый ранний этап в истории человечества. Согласно двучленной периодизации палеолита, он подразделяется на три эпохи: олдувайскую, ашельскую и мустьерскую; их абсолютная хронология остаётся неясной.
Территория Российской Федерации не входила в зону формирования человека, однако первоначальное её заселение началось уже в древнейшую олдувайскую эпоху: около 2 млн лет назад архантропы (Homo erectus) мигрировали из Передней Азии на Северный Кавказ, откуда распространились в смежные районы; около 800 тыс. лет назад другая ветвь миграции через Среднюю Азию достигла Алтая. В последующую ашельскую эпоху количество стоянок древних людей увеличивалось, материальная культура усложнялась, однако заселёнными оставались лишь южные районы страны. В эпоху мустье (конец раннего или средний палеолит) происходил дальнейший прогресс в изготовлении каменных орудий.
Создателями материальной культуры нижнего палеолита считаются архантропы (Homo erectus) и их потомки — палеоантропы (неандертальцы, денисовцы); вместе с тем, на поздних этапах зафиксированы останки индивидов с чертами перехода от палеоантропа к человеку современной анатомии (Homo sapiens sapiens). Находки древнейших костных останков людей на территории России относятся к эпохе мустье.
Специфика завершения эпохи нижнего палеолита (включая мустье) остаётся неясной; согласно одной из версий решающее значение имели природные катаклизмы, приведшие к массовому вымиранию палеоантропов, стоянки которых впоследствии были заселены кроманьонцами — архаичной разновидностью людей современной анатомии.

## Хронология и периодизация
Существует две схемы периодизации палеолита — двучленная и трёхчленная; согласно двучленной схеме нижний палеолит включает три эпохи: олдувайскую, ашельскую и мустьерскую; согласно трёхчленной схеме эпоха мустье выделяется в особый период среднего палеолита. Предпочтение двучленной схемы в отечественных обобщающих трудах обусловлено нечёткостью местного перехода от ашеля к мустье/среднему палеолиту — в отличие от границы между мустье и последующим периодом.
Абсолютная хронология нижнепалеолитических эпох неясна. Современные исследования датируют древнейшие следы присутствия человека на территории России временем около 2 миллионов лет назад, а окончание нижнего палеолита (с учётом мустье) может быть увязано с ориентировочной датой 35 тысяч лет назад. Относительная хронология строится на базе геологических данных. В частности, олдувай ориентировочно соотносится с первыми оледенениями (дунайским и гюнцским — фазы виллафранкского яруса) и в общих чертах соответствует части раннеплейстоценовой эпохи (эоплейстоцену). Ашельская эпоха на территории бывшего СССР условно соотносится с временем от минделя до интервала рисс-вюрм, включая, таким образом, часть раннего, средний и первую половину позднего плейстоцена. При этом выделяется три основных этапа в эволюции материальной культуры: ранний ашель (также шелль, аббевиль) ориентировочно соотносится с миндельским оледенением, то есть составляет часть раннего плейстоцена; средний ашель ориентировочно соотносится с миндель-риссом и собственно риссом, то есть охватывает средний плейстоцен; поздний ашель ориентировочно соотносится в рисс-вюрмом, то есть составляет первую половину позднего плейстоцена.
Эпоха мустье согласно трёхчленной периодизации палеолита, составляет особый период — средний палеолит, согласно двучленной периодизации — является заключительным этапом нижнего палеолита. В геологическом отношении эпоха мустье совпадает с частью верхнего плейстоцена; на территории современной России ей ориентировочно соответствует интервал рисс-вюрм (микулинское межледниковье Восточной Европы) и первая половина вюрма (валдайское оледенение). Традиционная (французская) схема связывает мустье с первой половиной вюрмского оледенения, однако на территории Русской равнины имеется ряд памятников (Хотылёво, Сухая Мечётка и др.), где соответствующий материал соотносится с более ранним микулинским межледниковьем (соответствует интервалу рисс-вюрм). Соответствующие мустье ранневюрмские отложения на территории европейской части бывшего СССР соотносятся с ранней стадией частью валдайского оледенения — калининским (тверским) оледенением. Вопрос об абсолютных датах начала эпохи остаётся нерешённым; в то время как урано-иониевая датировка карангатской (рисс-вюрмской) причерноморской террасы колеблется в пределах 91—71 тысяч лет назад, активное заселение среднепалеолитическим человеком Алтая соотносится со временем 120—50 тысяч лет назад. Окончание мустьерского вюрма может быть увязано с ориентировочной датой 35 тысяч лет назад.
Для выявления абсолютных дат применяются методы радиоизотопного датирования (радиоуглеродный, калий-аргоновый и др.).

## Эволюция материальной культуры

### Олдувайская эпоха

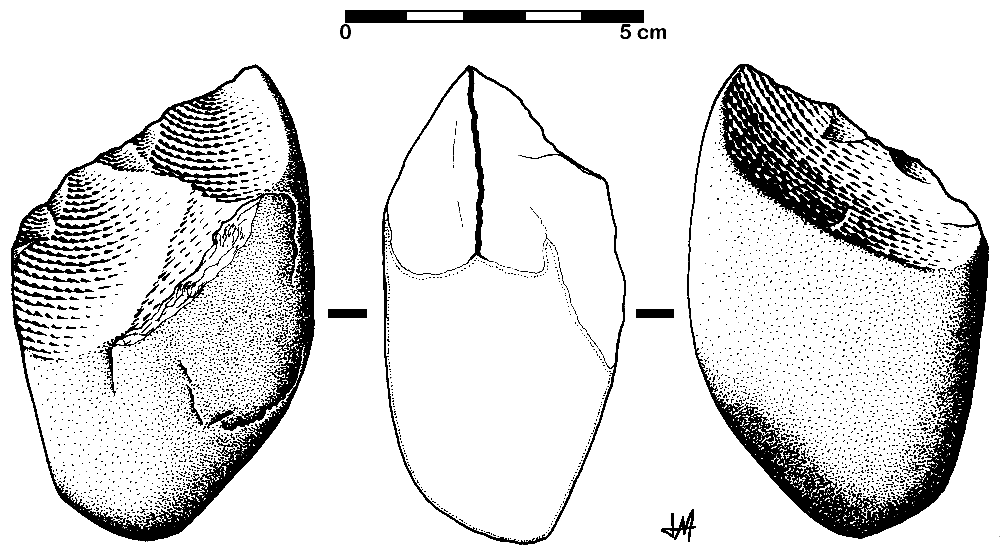
Чоппер — типичное орудие олдувайской эпохи

Древнейшие следы присутствия человека на территории России относятся к самой ранней из выделяемых доисторических эпох — олдувайской (олдувейская, олдованская, устар. — дошелльская). Её абсолютная хронология неясна: в то время как находки на территории Кавказа датируются временем ок. 2 млн лет назад, месторождения на Алтае — ок. 800 тыс. лет назад. Олдувайские памятники обнаружены только в южной части России — прежде всего в северокавказском регионе и в Крыму, в меньшей мере — в Южной Сибири (на Алтае), гипотетически — на юге Русской равнины. Их создателями были архантропы (Homo erectus), предки людей современного типа. Люди того времени жили в условиях относительно тёплого климата среди лесистых саванн. Обиталищами служили стоянки, материальную культуру которых составляла примитивная галечная индустрия (чопперы, скрёбла, скербки и др) и костные останки (в том числе представителей плейстоценовой мегафауны). Зафиксированы свидетельства освоения огня. Для столь ранней эпохи не принято выделять археологические культуры.

#### Олдувай на территории Европейской России
Олдован на Северном Кавказе. Первоначальное заселение Северного Кавказа архантропами датируется временем около 2,3—2,1 млн лет назад. Оно осуществлялось с территории Передней Азии по двум направлениям: через побережья Каспийского и Чёрного морей.
Прикаспийская группа памятников представлена стоянками на территории Приморского (Рубас 1, памятники на реке Дарвагчай) и Центрального (Айникаб-1 и 2, Мукхай 1 и 2, Гегалашур 1—3, вероятно — Урма-1) Дагестана; олдованский материал выявлен также на Ставропольской возвышенности (Жуковское). Датировка стоянки Рубас 1 укладывается в интервал 2,3—2,2 млн лет назад; древнейший слой стоянки Мукхай 2 датируется в рамках 2,5—1,9 млн лет назад; возраст олдованского местонахождения Жуковское составляет порядка 2 млн лет. К наиболее представительным памятникам относится Айникаб 1 — открытая стоянка на террасовом склоне останцовой горы; культурный слой там представлен грубым кремнёвым инвентарём (нуклеусы, отщепы, чопперы, скрёбла, скребки и др); в качестве отбойника использовался кварц; зафиксированы немногочисленные палеонтологические останки — предположительно лошади Стенона (Equus stenonis). Там же обнаружены следы кострища (датируемые интервалом около 1,7 — 1,24 млн лет назад), что свидетельствует об освоении огня древними людьми ещё в олдованскую эпоху.
Другая группа памятников северокавказского региона располагается в районе Таманского полуострова, в его северной части (Южное Приазовье). Эоплейстоценовый материал представлен стоянками Богатыри/Синяя балка, Родники 1—4 и Кермек, вероятно, местонахождением в карьере Цимбал (датировка неясна). Предположительный возраст стоянки Кермек — 1,95—1,77 млн лет назад (возможно 2,1—1,8 млн лет назад), стоянки Родники 1 — 1,6—1,2 млн лет назад. К представительным памятникам таманской группы относится Синяя Балка — открытая стоянка на скалистом мысу Богатырь, вдающимся в Азовское море; находки костей свидетельствуют об охоте местных жителей на крупных ископаемых млекопитающих — южных мамонтов/слонов (Elephas meridionalis), кавказских носорогов-эласмотериев (Elasmotherium caucasicum Boris.), в меньшей мере — лошадей Стенона.
Олдован в Крыму. Расселение архантропов с территории Северного Кавказа могло осуществляться в западном направлении — в Крым и, вероятно, далее в Европу через северо-западный шельф Чёрного моря, долины Днестра и Дуная. Олдувайской эпохе мог принадлежать ряд памятников Южного берега Крыма в районе Ялты с архаичной галечной индустрией: Эчки-Даг, Гаспра, Артек и др.; надёжной геохронологической позиции эти местонахождения не имеют, но предполагается их принадлежность к интервалу от дунай-гюнца до гюнц-минделя. Наибольший интерес представляет месторождение Гаспра, где обнаружено около 300 находок каменных орудий — чопперы, унифасы, полиэдры, сфероиды, изделия с зубчатыми лезвиями и др. В 2014 году были открыты стратифицированная олдованская стоянка Коз и многослойная олдованская стоянка Эчки-1 (около 1 млн лет назад); орудия с этих стоянок близки как артефактам со стоянки Байраки на Днестре (Молдова), так и орудиям с эоплейстоценовых стоянок на Таманском полуострове и в Дагестане.
Олдован на Русской равнине (южная часть). Свидетельства олдована на Русской равнине ненадёжны; требуется целенаправленная разведка памятников этого времени. Артефакты, найденные в балке Пичуга (Нижнее Поволжье), аналогичны галечной индустрии из упомянутых памятников Южного берега Крыма. Расщеплённые кремни из карьера близ Матвеева Кургана (Северное Приазовье, Ростовская область) найдены вместе с останками типичных представителей хапровского фаунистического комплекса — овернского мастодонта (Mastodon arvernensis), гиппариона (Hipparion sp.), южного слона (Archidiskodon meridionalis), страусов (Struthio) и др.. Хапровский фаунистический комплекс соответствует финалу среднего виллафранка (2,1—1,97 млн лет назад), таким образом гипотетические следы человека в указанном местонахождении могут датироваться доашельским временем. С территории Нижнего Подонья, из местонахождения Ливенцовка (в Ростове-на-Дону) происходит фрагмент плюсневой кости древнего верблюда — паракамелюса алютенского (Paracamelus alutensis, хапровский фаунистический комплекс) со следами рубки и пиления-резания каменным орудием.

#### Олдувай на территории Южной Сибири
Первоначальное расселение древних людей (Homo erectus) с африканской прародины осуществлялось в разных направлениях; предполагается, что один из путей пролегал через Центральную Азию, откуда эректусы достигли территории Южной Сибири (Алтая), где была открыта стоянка Карама, датируемая временем около 800 тыс. лет назад. Галечные орудия из древнейшего слоя этого памятника схожи с олдувайскими находками. В Сибири за пределами алтайского региона на олдувайскую датировку претендует стоянка Диринг-Юрях (Якутия), однако столь ранний её возраст отрицается большинством исследователей.

Плейстоценовая фауна из олдувайских стоянок на территории России
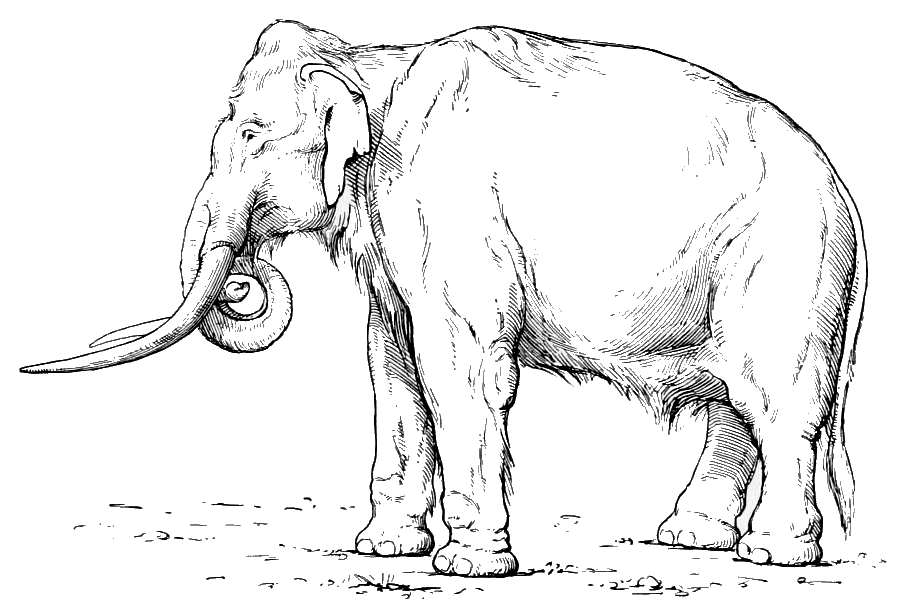
Южный мамонт
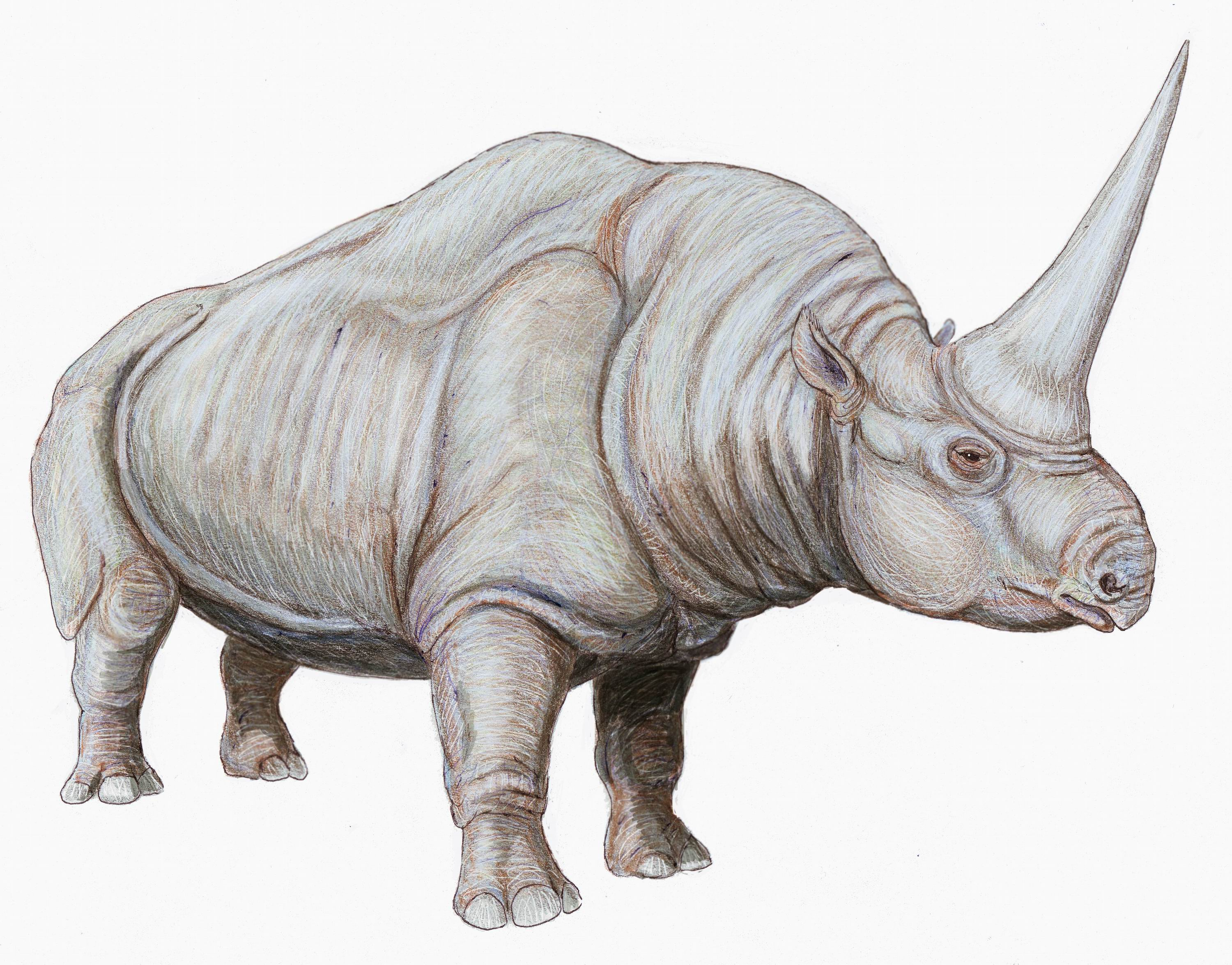
Кавказский эласмотерий
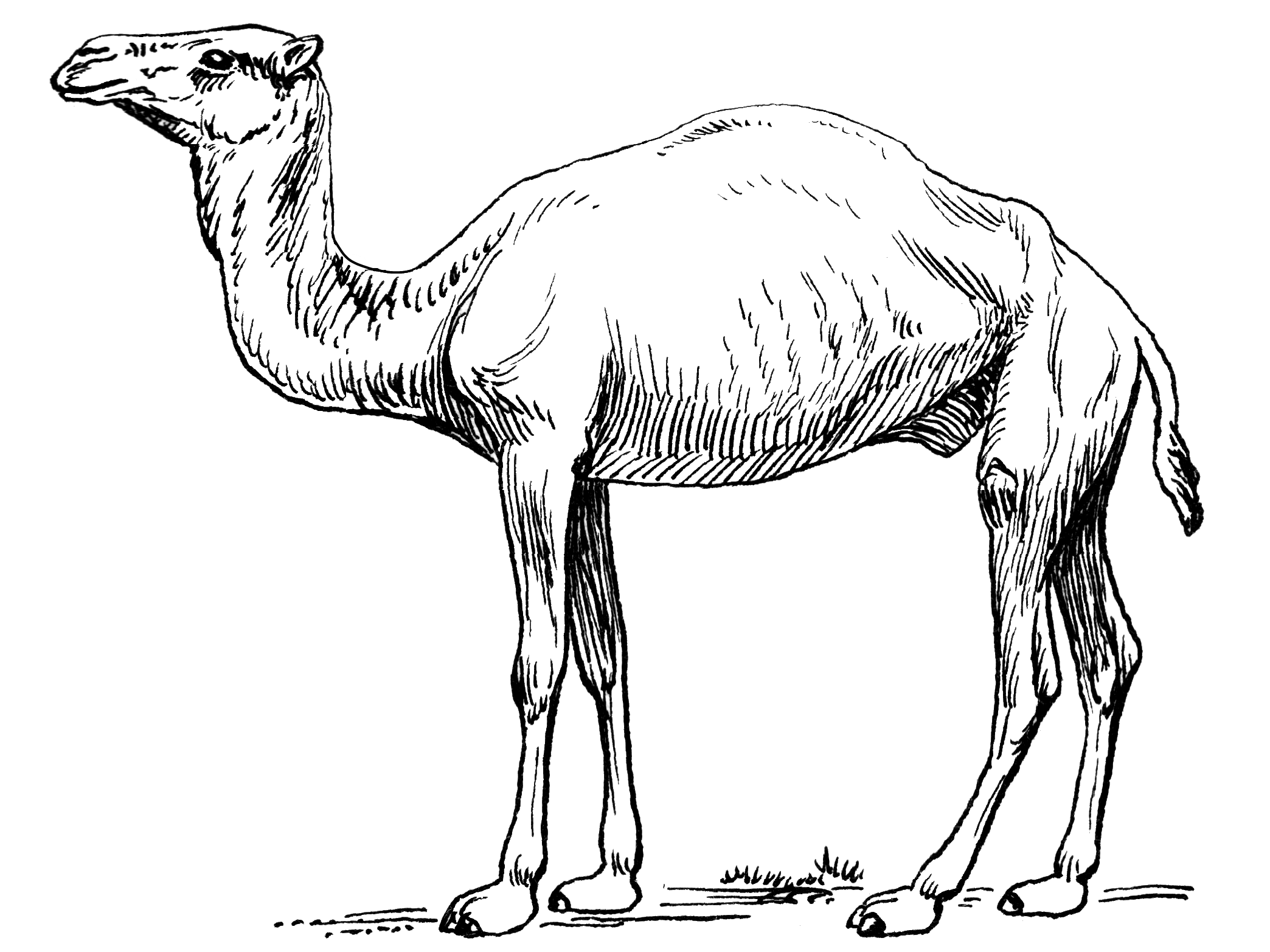
Паракамелюс

### Ашельская эпоха

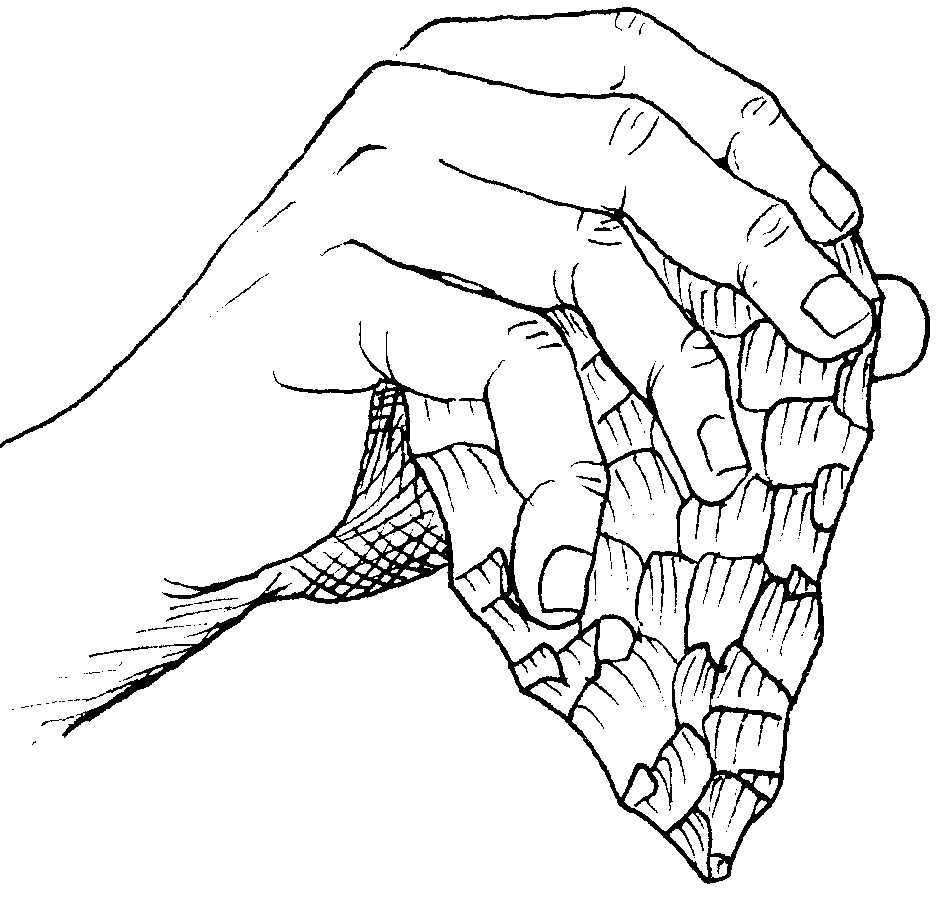
Рубило (бифа́с) — типичное орудие ашельской эпохи

Переход от олдована к последующему — ашельскому (ашёльскому) периоду — был неотчётлив и некоторые комплексы развитого олдована иногда классфицируют как раннеашельские. Как и олдован, ашель не имеет ясной абсолютной датировки. Выделяется три основных этапа в эволюции материальной культуры: ранний ашель (также шелль, аббевиль); средний ашель и поздний ашель. В целом, материальная культура представлена грубыми орудиями, важную роль среди которых играли бифасы — ручные рубила; такие изделия использовались для изготовления охотничьих орудий из дерева, разделывания туш и обработки шкур убитых животных. Предполагается, что в ашельское время появились зачатки археологических культур, а для поздних этапов выделяется два основных ответвления в эволюции каменной индустрии — собственно ашель и клектон (позднее развившийся в тейяк). Костные останки гоминид обнаружены за пределами территории современной России, в частности — на Южном Кавказе (Азыхская пещера, Кударо I); антропологическому типу упомянутых находок присущи черты как Homo erectus (питекантроп, синантроп), так и ранних неандертальцев. Холодный климат ограничивал ареал проживания древних людей югом современной России; в европейской части страны ашельские памятники обычно не поднимаются выше 50 параллели с. ш.

#### Ашель на территории Европейской России
Ашель на Северном Кавказе. На Кубани раннеашельским (шелльским) временем может быть датирован материал из месторождения Игнатенков Куток (возле станицы Саратовской), а также находки из Треугольной пещеры. Характерные позднеашельские изделия — миндалевидные и копьевидные бифасы — зафиксированы в материалах Среднехаджохской палеолитической мастерской и стоянок: Абадзехская, Хаджох, Шаханская. Переходный от ашеля к мустье материал выявлен на местонахождениях: Семияблоновское, Лучковское, Фарсское, Псефирское. В Дагестане комплексы с классическими ашельскими рубилами зафиксированы на памятниках: Дюбекчай, Чумус-Иниц, Дарвагчай-залив-4, Дарвагчай-карьер; при этом ряд изделий из памятников на реке Дарвагчай (таких как Чумус-Иниц и Усиша) имеют также позднеашельский облик, а техника их изготовления близка клектонской.
Ашель в Крыму. Памятники этого времени представлены открытыми и пещерными стоянками. Орудия ашельского облика обнаружены на памятниках: Заскальная IX, Шары I—III, Кабази II, Красный Мак, в нижних слоях стоянки Киик-Коба и др.
Ашель на Русской равнине (южная и средняя часть). Древнейший этап эволюции ашельской индустрии на территории Русской равнины представлен находками у села Герасимовка, на берегу Миусского лимана (Приазовье, недалеко от Таганрога); археологии датируют их ранним или началом среднего плейстоцена. Около десятка каменных орудий (нуклеус, скрёбла, отщепы) найдено вместе с останками древнего слона (Archidiscodon wüsti Pavl.) и грызунов тираспольского фаунистического комплекса. Следующий этап ашельской эпохи представлен материалом месторождения у хутора Хрящи в устье Северского Донца. Существование этого памятника частично совпадало с периодом максимального оледенения, на что указывают остатки холодолюбивых растений — карликовой берёзы (Betula nana) и сибирского плаунка (Selaginella sibirica); находки представлены набором из порядка 80 предметов из двух комплексов — раннего и позднего; ранний комплекс представлен архаичными изделиями, близкими к облику клектонских орудий Западной Европы; поздний — немногочисленными орудиями неясного культурного облика, предположительно — близкого находкам из соседнего месторождения у хутора Михайловское. Вопрос о продвижении древних людей в более северные области Русской равнины остаётся дискуссионным; появление ашельских стоянок в таких районах могло происходить лишь в периоды межледниковья. Ненадёжные следы ашеля на Среднерусской возвышенности представлены находками оббитых кварцитов вместе с межледниковой фауной у села Шубное Воронежской области, следами кострищ(?) у села Зорино Курской области, заготовкой ашельского копьевидного рубила у села Погребки (Курская область), находками грубых изделий у речного вокзала города Калуги и села Красностанского (под Можайском), домустьерскими местонахождениями в Неготино и Хотылёво 1 (Брянская область), заготовкой ашельского рубила из села Соломасово на верхней Оке (Тульская область).

#### Ашель Урала, Южной Сибири и Приамурья
Ашель на Южном и Среднем Урале. Древнейшая (олдованская) волна миграций, вероятно, не затронула Урал: самые ранние следы присутствия человека там датируются ашельским временем. На Южном Урале ашельские памятники группируются в районах выхода яшмы, где обустраивались рассеянные мастерские и стоянки-мастерские. Древнейший, раннеашельский тип местной индустрии представлен памятниками кызыл-яровского типа на территории Башкортостана (Кызыл-Яр 2, Улек-Хазы 6, Утюльган 7, Кызыл-Яр 4); вероятно что их создателями были выходцы с Кавказа, о чём свидетельствуют соответствующие технико-типологические параллели в материальной культуре. Следующий этап развития местной ашельской индустрии представлен памятниками карышкинского типа (Карышкино-11, Мысовая, Утюльган-8, Долина-1, Долина-11, Сибай-5б и др.), прямым культурным аналогом для которого являются памятники с тейякской индустрией во Франции. Об освоении древними людьми Среднего Урала свидетельствуют, в частности, памятники Пермского края (стоянка Ельники II, 6-й слой грота Большой Глухой и др.); их датировка точно не установлена, но предполагается связь с позднеашельским временем.
Ашель в Сибири (Алтай и Прибайкалье). Ашельский материал обнаружен в южной части Сибири (Алтай), на местонахождении Улалинка (район Горно-Алтайска). Памятник открыт при обнажении берега одноимённой реки; ашельскому времени там, предположительно, соответствует россыпь галек и аморфных плоскостей в нижнем культурное слое. Домустьерским (ашельским) временем может быть датирована также часть находок из местонахождений Прибайкалья (район устья реки Белой, низовьев Иды и Осы, возможно — области Средней Ангары).
Ашель на Дальнем Востоке (Приамурье). Вопрос о времени и путях первоначального заселения территории российского Дальнего Востока недостаточно изучен. Домустьерские галечные орудия там, как будто, обнаружены в Приамурье — на стоянках Филимошки и Усть-Туу (обе на реке Зее) и на памятнике Кумары (на Амуре), однако они имеют спорную датировку. Находки маловыразительны, наиболее репрезентативный — кумарский материал — представлен чопперами, аморфными нуклеусами и другими грубыми изделиями. Особый интерес представляется находка ручного рубила у села Богородское Амурской области: орудие имеет уникальный для этого региона «классический» аббевильский облик.

### Мустьерская эпоха (средний палеолит)

Скульптурная реконструкция облика неандертальца по материалам грота Ла-Ферраси (Франция). Дарвиновский музей

Техника леваллуа: скалывание отщепа

Создателями материальной культуры мустье считаются палеоантропы, которые на территории современной России представлены останками неандертальцев (Homo neanderthalensis); помимо этого, анализ генетического материала из Денисовой пещеры (на Алтае) позволил выделить особую разновидность гоминид — денисовцев, находившихся в сестринском родстве с неандертальцами. Наконец, на стоянках Староселье (Крым) и Рожок I (Приазовье) обнаружены костные останки, в морфологии которых сочетаются архаичные и сапиентные черты, а общие генетические исследования установили факт скрещивания древнейших Homo sapiens с неандертальцами и денисовцами. Природные условия эпохи менялись: если раннемустьерские памятники Европейской России соотносятся с тёплым микулинским (мгинским) межледниковьем, то позднемустьерские памятники приурочены к суровому климату начала валдайского оледенения, когда в ряде районов условия обитания приблизились к экстремальным. Несмотря на ухудшения природных условий, человек смог адаптироваться к ним и по сравнению с предшествующим периодом обитаемая зона расширилась. Мустьерские люди селились в пещерах и по берегам рек; материальная культура демонстрирует дальнейший прогресс приёмов обработки камня: важнейшим достижением стала техника леваллуа, благодаря которой были усовершенствованы основные типы орудий — остроконечники и скрёбла. Для мустьерской эпохи выделяется два уровня сходства материальной культуры (археологические культуры?) — низший и высший; низший тип («линии развития») объединяет территориально разобщённые, но близкие в технико-типологическом отношении индустрии (типично-мустьерская, зубчато-мустьерская и др.); высший тип объединяет территориально сопряжённые группировки одновременных памятников.

#### Переход к мустье. Микок в России
На территории России открыты памятники с микокской индустрией — переходной от ашеля к раннему мустье.
Микокская индустрия на Северо-Западном Кавказе выявлена в пещерах Мезмайская, Матузка, Монашеская, Баракаевская, Губский навес 1, стоянки открытого типа Ильская I, Ильская II и Баранаха 4.Во время второй волны заселения неандертальцами Сибири микок был принесён из Европы в Чагырскую пещеру на Алтае.

#### Мустье на территории Европейской России
Мустье Северного Кавказа. На Северном Кавказе открыты как разрозненные памятники, так и два скопления — в Прикубанье и в районе Сочи (часть колхидского скопления). Наибольший интерес представляют памятники типично мустьерской губской культуры на юге Краснодарского края (пещеры: Мезмайская, Баракаевская и Монашеская, Ильская стоянка), где обнаружены остатки неандертальцев, генетически близкие обитателям Центральной Европы. Для губской культуры характерны: сочетание дисковидно-радиальной, леваллуазской и призматической техник расщепления камня, малые размеры изделий, многочисленность скрёбел и др., при этом в индустрии Ильской стоянки присутствуют смешанные черты; исследователи также отмечают близость культуры указанных памятников восточноевропейскому микоку. Зубчато-мустьерская линия развития (на леваллуазской технической основе) представлена материалом Лысогорского местонахождения (Северная Осетия), где типология орудий во многом обуславливалась характером используемого сырья. Индустрию этого памятника составляли: зубчато-выемчатые орудия, скрёбла и единичные остроконечники; часть орудий изготовлена на фрагментах искусственно расчленённых сколов.
Мустье Крыма. Материальная культура мустьерских памятников Крыма имеет множество сходств, вследствие чего их рассматривают как части единой белогорской культуры; однако встречаются и более дробное деление (аккайская и кабазийская культуры). Наиболее выразительная группа мустьерских памятников исследована в окрестностях Белогорска, у скалы Ак-Кая (Заскальная V и Заскальная VI, Сары-Кая, Красная Балка, грот Пролом); другие важные памятники — Киик-Коба, Чокурча, Шайтан-Коба, Волчий грот, Староселье, Кабази, Холодная Балка и др. Для местной индустрии характерны специфичные формы двусторонней обработки, особенно ножи с асимметрично расположенным лезвием; помимо орудий труда находки представлены костями животных и останками неандертальцев.
Мустье Русской равнины. Мустьерские стоянки Русской равнины разбросаны на значительном расстоянии друг от друга, что затрудняет их изучение; среди важнейших памятников: Сухая Мечётка (в районе Волгограда), Рожок I—II (недалеко от Таганрога) и Хотылёво (окрестности Брянска). Сухая Мечётка — стоянка на берегу одноимённой балки в долине Волги; местная материальная культура имеет как сходства с памятниками Крыма и Донбасса, так и определённое своеобразие. Для изготовления орудий труда использовались местный кремень и кварцит; основными объектами охоты были первобытный зубр, дикая лошадь, сайга и мамонт; обнаружены также следы кострищ и признаки различного использования отдельных территорий поселения. Стоянка Рожок I расположена на берегу Азовского моря, недалеко от Таганрога; её материальная культура отличается ещё большим своеобразием, хотя и не противопоставляется Сухой Мечётке, памятникам Крыма и Донбасса; главная особенность — находки концевых скребков и проколок с оформленным жальцем (более совершенные орудия, больше характерные для последующего времени); трасологический анализ показал, что часть орудий использовалась для обработки шкур, а проколки — для шитья одежды. Среди находок из Рожка I преобладают костные останки (длиннорогий бизон, дикие лошади и ослы, гигантский олень и др.); зольные пята указывают на места костров. Местонахождение Хотылёво расположено на высокой террасе реки Десны и представляет остатки мастерской; большинство объектов — каменные изделия, находки костей единичны. Материальная культура Хотылёво отличается от упомянутых памятников Русской равнины; техника расщепления камня там представлена своеобразным леваллуазским вариантом с особыми асимметричными нуклеусами и одним снятым отщепом.

#### Мустье на территории Урала и Азиатской России
Мустье Урала. Находки мустьерских артефактов на Урале немногочисленны, однако охватывают широкий ареал. На Южном Урале в эпоху мустье была перезаселена ашельская стоянка Мысовая; в прилегающих областях орудия этого же времени обнаружены на стоянках Айдос (на реке Уфе) и Муллино. В Среднем Предуралье единичные мустьерские артефакты обнаружены на стоянке Пещерный лог (на реке Чусовая); в северной части региона мустьерский материал отмечается на стоянке Бызовая (на реке Печора). Особый интерес представляет небольшая группа находок из памятника Мамонтовая курья, расположенного за чертой Полярного круга; их культурная принадлежность не установлена, но датировка связывает её с финальным мустье или началом верхнего палеолита.
Мустье Сибири. Находки этого времени происходят из двух областей — Южной Сибири и Приангарья. Орудия леваллуа-мустьерского облика обнаружены в пещерах Алтая — Усть-Канской, Страшной, Денисовой, Чагырской, Окладникова; на территории Минусинской котловины (Хакасия) исследован грот Двуглазка; отдельные редкие находки известны из других районов Южной Сибири. В Приангарье мустьерские артефакты фиксируются в местонахождениях предшествующего времени, где идентифицируются по леваллуазской технике. Особый интерес представляет материал пещер Чагырская и Окладникова, представляющий местный сибирячихинский вариант среднего палеолита Алтая. На Алтае проживала крайняя восточная группа неандертальцев (вероятно выходцев с территории современного Узбекистана), где она сосуществовала с популяцией денисовцев, истоки культуры которых прослеживаются в древнейших слоях соответствующей пещеры.
Существуют предпосылки для обнаружения мустьерских памятников на Дальнем Востоке.

## Антропологические находки
Древнейшие антропологические находки на территории России датированы эпохой мустье; для исследования более ранних периодов привлекается материал из других регионов, ближайший из них — Закавказье, где с олдованом соотносятся останки дманисского гоминида, а с ашелем — костные останки из Азыхской пещеры и стоянки Кударо I. Наиболее многочисленные остатки неандертальцев обнаружены на Северном Кавказе (пещеры: Мезмайская, Баракаевская и Монашеская, Ильская стоянка); местные популяции были генетически близки обитателям Центральной Европы. Некоторые из указанных останков отличаются хорошей сохранностью, а материалы из Мезмайской пещеры (датированные 60—70 и 40 тысяч лет назад) использовались в международном проекте расшифровки генома неандертальца. В Южной Сибири были обнаружены останки неизвестной ранее разновидности людей (денисовский человек), сосуществовавшей с крайней восточной популяцией неандертальцев. В Крыму останки из грота Киик-Коба вероятно представляют неандертальское погребение: взрослый индивид ростом 155—159 см лежал на правом боку со слегка подогнутыми ногами; в качестве могильной ямы были использованы естественные неровности грота; погребение, вероятно, принадлежало женщине в возрасте около 35 лет, погибшей в расцвете сил ненасильственной смертью (по видимому — в результате болезни); неподалёку также обнаружены останки 6—8-месячного ребёнка.
Имеющиеся антропологические находки позволяют предположить, что уже в эпоху мустье на территории Европейской России сложилась основа для формирования местных популяций верхнепалеолитического Homo sapiens. В частности, широкий резонанс получила палеоантропологическая находка из Староселья (Крым), где обнаружен череп ребёнка с ярко выраженными сапиентными чертами. Другая находка такого же рода происходит с памятника Рожок I (Северное Приазовье), где обнаружен второй коренной зуб палеоантропа, в морфологии которого сочетаются архаичные и сапиентные черты.

## Конец нижнего палеолита
Специфика переход от мустьерской эпохи к последующему времени верхнего палеолита остаётся неясной; известно лишь, что наступление новой эпохи происходило в условиях дальнейшего похолодания. По одной из версий, около 40 тысяч лет назад мощное мегаизвержение Флегрейских полей (на Апеннинах), а также супервулканов Казбек на Кавказе и Святая Анна в Карпатах вызвало эффект вулканической зимы, в условия которой, по-видимому, произошло массовое вымирание неандертальцев, однако существуют и другие версии (см.: Неандерталец#Исчезновение). Ориентировочной датой окончания мустьерского вюрма принят рубеж около 35 тысяч лет назад. В эпоху верхнего палеолита часть неандертальских стоянок была перезаселена кроманьонцами — архаичной разновидностью людей современной анатомии (Homo sapiens sapiens).